# FEZ (Band)
FEZ war eine Jazzband in der DDR, die von 1974 bis 1977 existierte. Sie war „eine der ersten professionellen Jazzbands der DDR.“

## Bandgeschichte
FEZ wurde Anfang 1974 von Jazzmusikern der Hannes Zerbe Band gegründet, um die auf den Bahamas geborene Jazz- und Bluessängerin Etta Cameron auf Konzerten in der DDR zu begleiten. Conny Bauer und Christoph Niemann kamen vom Quartett Exis. 1974 hatte die Band ihren ersten eigenen Auftritt bei der Veranstaltungsreihe Jazz in der Kammer. Bauer war von 1973 bis 1975 gleichzeitig Mitglied der Band Synopsis. 1975 folgte als Gruppe FEZ mit Sonntag im Altweibersommer die erste Aufnahme auf einer Langspielplatte. Peter Blazeowsky spielte dabei den Bass. 
Merkmal der Band war die Vielfalt der Stile. Während Bauer und Niemann vom Free Jazz kamen, spielte Pianist Zerbe eher Swing und Schlagzeuger Gröning Rock. Die Band verarbeitete Einflüsse von Jazzmusikern wie Charlie Parker und John Coltrane und war bekannt für spontane Improvisationen. Die Mehrzahl der Eigenkompositionen stammte von Conny Bauer.
1978 erschien das einzige Album der Band, FEZ, bei Amiga. Zu diesem Zeitpunkt hatte sich FEZ bereits aufgelöst.

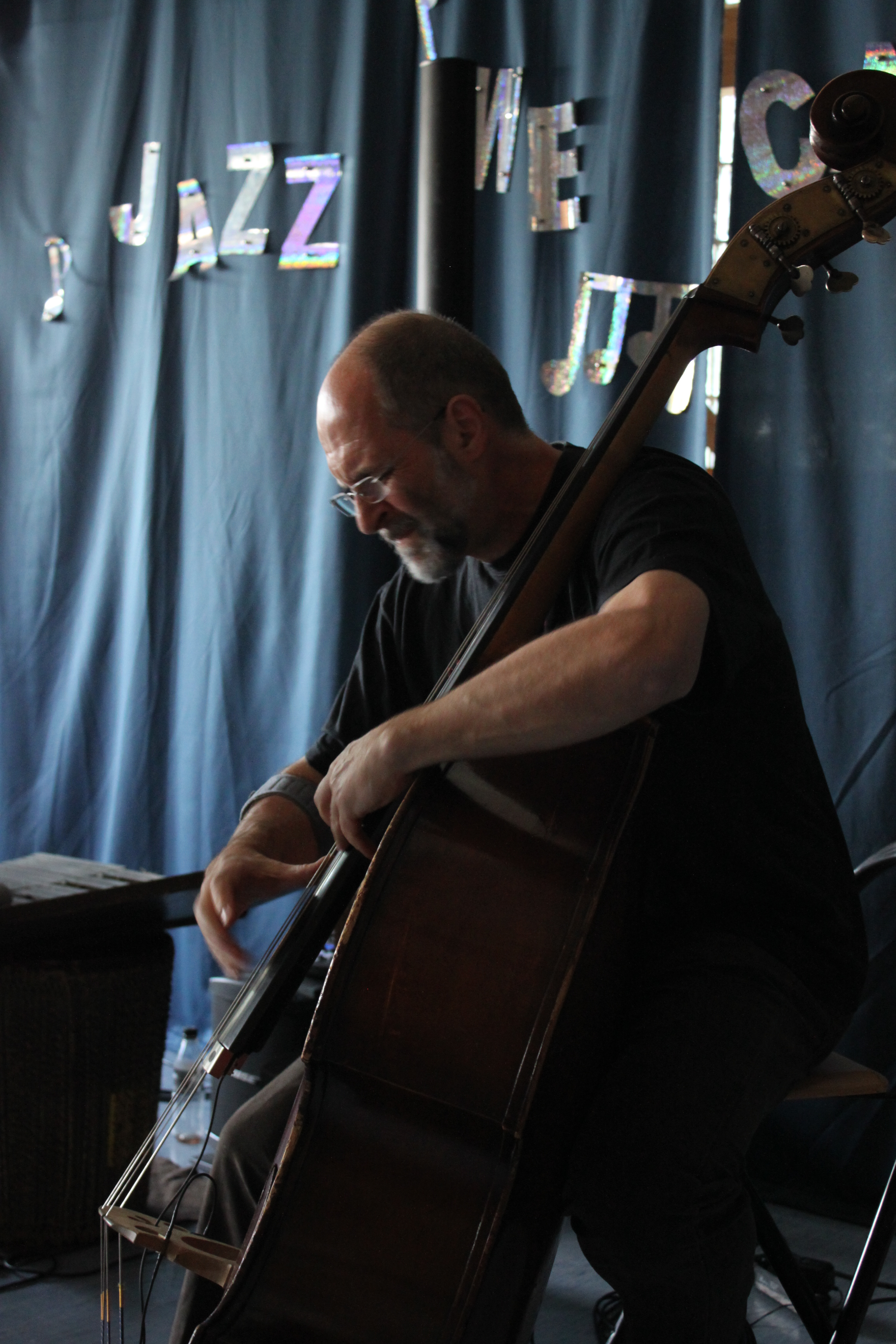
Christoph Niemann bei einem Konzert im Jazz We Can in Bad Marienberg 2011

## Diskografie

### Alben
- 1977: FEZ (Amiga)

### Stücke auf Kompilationen
- 1975: Sonntag im Altweibersommer auf Jazz-Aspekte (Nova)
- 1976: Čast Zo Suity Hlboko V Mori („Tief im blauen Meer“) auf Bratislavské Dzezové Dni 1976 (Opus)